# Eriksmåla
Eriksmåla est une localité de Suède dans la commune d'Emmaboda située dans le comté de Kalmar.
Sa population était de 209 habitants en 2019.